# 13. Panzer-Division
La 13. Panzer-Division fu una formazione corazzata tedesca della seconda guerra mondiale creata a partire dalla 13. Infanterie-Division (mot).
Inizialmente venne inviata in Romania per addestrare le truppe del posto, ma presto venne trasferita in Unione Sovietica dove combatté fino al settembre 1944. Un mese dopo venne dislocata a Budapest e qui quasi completamente distrutta dall'Armata Rossa.

I pochi sopravvissuti andarono a costituire la Panzer-Division Feldherrnhalle 2 nel marzo 1945 e si arresero l'8 maggio dello stesso anno.

## Storia
| Luogo                         | Periodo             |
| Romania                       | ott 1940 - mag 1941 |
| Germania                      | mag 1941 - giu 1941 |
| Fronte orientale, settore sud | giu 1941 - set 1944 |
| Germania                      | set 1944 - ott 1944 |
| Ungheria                      | ott 1944 - feb 1945 |

### Le origini
Il nucleo originario della 13. Panzer-Division era la 13. Infanterie-Division (motorisierte) (13ª divisione di fanteria motorizzata), un'unità della Wehrmacht istituita il 12 ottobre 1937 a Magdeburgo e derivante dalla riorganizzazione della 13. Infanterie-Division. Quest'ultimo reparto fu creato nell'ottobre 1934 e non partecipò ad eventi significativi prima della sua motorizzazione.
La 13. Infanterie-Division (mot) prese invece parte all'occupazione della Cecoslovacchia nell'ottobre 1938 e nel settembre del 1939, in linea con la 10ª Armata, partecipò alla campagna di Polonia. Terminati i combattimenti venne posta in riserva a Dillenburg, in Assia, e nel maggio 1940 combatté in Francia nell'ambito dell'omonima campagna militare a Laon e Calais, spostandosi poi verso Amiens e Lione, raggiunta circa un mese dopo la partenza dalle basi dell'Eifel.

A luglio venne rimpatriata, a settembre si trovava di nuovo in Polonia e in ottobre ancora una volta in Germania, dove l'11 ottobre 1940 venne trasformata nella 13. Panzer-Division con l'aggiunta del 4. Panzer-Regiment (4º reggimento corazzato) ceduto dalla 2. Panzer-Division.

### Le campagne del fronte orientale

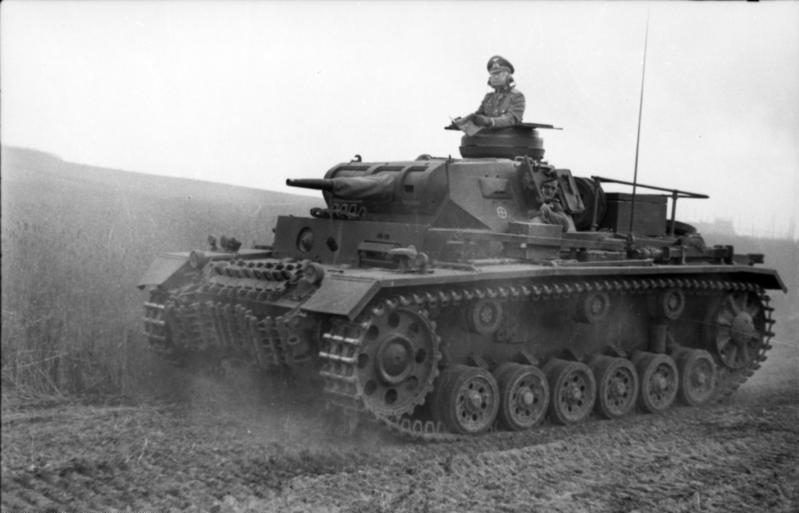
Giugno 1941, inizio dell'operazione Barbarossa: un Panzer III della 13. Panzer-Division in marcia

#### Operazione Barbarossa

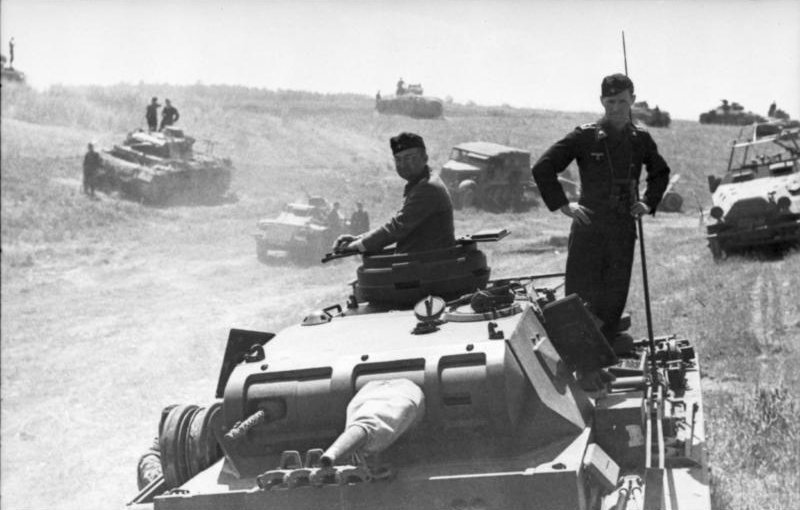
Mezzi della 13ª Panzer fotografati nel giugno 1941

Il primo incarico della neo-costituita 13. Panzer-Division fu quello di addestrare le divisioni corazzate rumene a Ploiești, fatto per il quale assunse provvisoriamente il nome di Lehrstab R.I der deutschen Lehrtruppen in Rumänien; le vere intenzioni erano comunque di osservare e proteggere i vicini campi petroliferi.
Nel maggio 1941 venne richiamata in Alta Slesia per prepararsi all'operazione Barbarossa (l'invasione dell'Unione Sovietica) e il 23 giugno entrò in azione oltrepassando il fiume Buh Occidentale forte di 45 Panzer II, 71 Panzer III, 20 Panzer IV e 13 Panzerbefehlswagen (carri comando disarmati) e inquadrata nel Gruppo d'armate Sud.
Dopo aver respinto i violenti contrattacchi delle riserve meccanizzate sovietiche e aver inflitto pesanti perdite al nemico (battaglia di Luc'k-Dubno), la divisione procedette velocemente oltre la Linea Stalin preceduta dalla 44. Infanterie-Division, combattendo ad Uman', Kiev, occupando Kremenčuk (nel mese di luglio) e stabilendo la prima testa di ponte sul Dnepr a Dnipropetrovs'k il 25 agosto 1941. La marcia continuò in direzione del Mar d'Azov e a novembre, dopo un breve periodo di riposo, i suoi elementi si scontrarono con le truppe sovietiche nella battaglia di Rostov, senza riuscire ad occupare la città venendo anzi respinte fino al fiume Mius, dove si fermarono e respinsero gli attacchi dell'Armata Rossa per sette mesi. Nel gennaio 1942 arrivò nel frattempo un battaglione corazzato proveniente dal 29. Panzer-Regiment della 12. Panzer-Division che andò ad ingrossare le file del 4º reggimento corazzato.

#### Operazione Blu
In vista dell'operazione Blu, la nuova offensiva organizzata dai generali tedeschi prevista per l'estate 1942, la 13. Panzer-Division ricevette rinforzi in termini di uomini e mezzi (ora il parco carri armati ammontava a 15 Panzer II, 71 Panzer III, 12 Panzer IV, 5 carri comando e alcuni Marder II del 13. Panzerjäger-Abteilung). e fu sottoposta alla 1ª Armata corazzata del Gruppo d'armate A. Supportata dalla divisione corazzata delle SS Wiking e dagli Junkers Ju 87 dell'8. Fliegerkorps (8º corpo aereo) di von Richthofen, la 13ª Panzer rioccupò il territorio perso l'anno precedente conquistando Rostov il 24 luglio mentre un reparto di Brandenburg a lei assegnato catturò intatta la vicina linea ferroviaria Rostov-Batajsk, essenziale per continuare l'avanzata verso sud.

Il secondo obiettivo era il Don e il Kuban', raggiunto nell'agosto 1942 e sul quale venne stabilita una testa di ponte presso Armavir. La progressione della formazione corazzata continuò poi in direzione della città di Majkop (occupata il 9 agosto con l'aiuto di unità Brandenburg, che non riuscirono però a impedire ai sovietici di sabotare i vicini pozzi petroliferi) per unirsi poi alla 3. e 23. Panzer-Division con le quali virò verso Groznyj costeggiando il fiume Terek, dove il 26 agosto i Marder III della 13. Panzer-Division respinsero un contrattacco sovietico distruggendo 33 tra T-34 e KV-1, assistiti dalla 111. e 370. Infanterie-Division; un mese dopo i suoi soldati diressero per El'chotovo, presa il 27 settembre 1942 dopo aspri combattimenti.
Alla fine di ottobre i contrattacchi dell'Armata Rossa la costrinsero a ripiegare verso nord protetta ai fianchi dalla 23ª Panzer e dalla 2. Rumaen-Gebirgs-Division (2ª divisione da montagna rumena) insieme alle quali entrò a Nal'čik. Durante questo "dietrofront", caratterizzato da numerosi scontri con le forze nemiche, le già citate divisioni poterono contare sull'appoggio aereo di due tra i più grandi assi della Luftwaffe: Hans-Ulrich Rudel, pilota di Stuka, e Erich Hartmann, pilota di caccia che abbatté il suo primo aereo, uno Šturmovik, proprio vicino alle posizioni occupate dalla 13. Panzer-Division. Il 30 ottobre i carri del 2º battaglione del 4º reggimento corazzato distrussero due treni corazzati nei paraggi di Ardon, e il 9 novembre 1942 le prime avanguardie entravano nella periferia di Ordzhonikidze. Qui la divisione si operò per il controllo completo della città, ma i sovietici l'attaccarono ai fianchi e minacciarono seriamente di accerchiarla, perciò il generalmajor Hellmut von der Chevallerie, in quel momento capo della divisione, ordinò una rapida ritirata per evitare il disastro, lasciando sul campo numerosi veicoli inutilizzabili per mancanza di carburante venendo soccorso nel momento più difficile dalla Wiking delle SS.

A metà novembre la divisione panzer si mise definitivamente sulla difensiva interrompendo la sua avanzata nel Caucaso con gli ultimi 4 Panzer II, 21 Panzer III e 4 Panzer IV. Il morale dei soldati restò comunque alto perché vennero elogiati dai comandanti della 1ª Armata corazzata e del III Corpo corazzato per il dovere svolto fino a quel momento.

#### Le prime grandi ritirate e la sconfitta di Budapest
All'inizio del febbraio 1943 la 6ª Armata di Friedrich Paulus si arrese a Stalingrado e così il fronte sud tedesco, dove stazionava anche la 13. Panzer-Division, dovette arretrare ulteriormente per evitare di essere accerchiato dalle truppe sovietiche provenienti da nord. La marcia indietro della 13ª Panzer, ora senza supporto aereo, era diretta verso la penisola di Taman', dove l'unità rimase sulla difensiva mantenendo la posizione al prezzo di dure perdite con il numero di carri armati, un po' per i guasti e la mancanza di pezzi di ricambio, un po' per merito dei carri armati nemici, in costante diminuzione, tanto che verso la metà dell'anno quelli utilizzabili erano solo 18.

Nel mese di giugno i soldati si spostarono via mare in Crimea dove vennero raggiunti da rimpiazzi di uomini e mezzi che fecero salire il numero di carri armati a 5 Panzer II, 14 Panzer III, 50 Panzer IV (con cannone lungo da 75 mm) e due Panzerbefehlswagen, presto impiegati ad agosto nell'area di Donec'k per supportare i reparti della Wehrmacht che stavano provando a tenere la linea del Mius. Non riuscendo nel suo intento, la divisione tornò indietro dividendosi in piccoli kampfgruppe (gruppi di battaglia) per sfruttare appieno la sua mobilità e per gestire meglio i numerosi contrattacchi condotti contro le unità sovietiche in avanzata. Ad ottobre, inquadrata nella rinata 6ª Armata, la 13. Panzer-Division aveva ancora il compito di fermare e ritardare la progressione dell'Armata Rossa verso ovest, cosa che riuscì a fare con abilità a Cherson un mese dopo, quando permise a 15.000 soldati suoi e della 4. Gebirgs-Division (4ª divisione da montagna) di attraversare un ponte sul Dnepr prima di sabotarlo impedendo il passaggio al nemico.

Nel frattempo il 23 settembre un battaglione del 4. Panzer-Regiment venne tolto alla divisione per andare a formare lo schwere Panzerabteilung 507 (507º battaglione corazzato pesante).

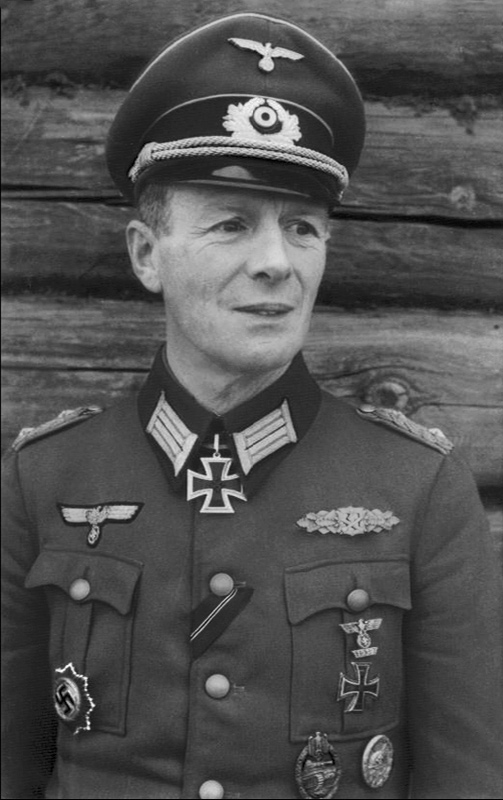
Gerhard Schmidhuber, comandante della 13. Panzer-Division che cadde a Budapest nel febbraio 1945

Nel mese di dicembre 1943 la 13. Panzer-Division venne richiamata al fronte tra Kryvyj Rih e Kropyvnyc'kyj dove respinse tutti gli attacchi sovietici lanciati nell'offensiva Ostrogorzk-Rossoš, ma nel primo mese del 1944 un battaglione del suo 4. Panzer-Regiment venne distaccato in Italia per contrastare l'sbarco di Anzio alleata, mentre a febbraio il resto delle truppe rimaste in Unione Sovietica tentò di liberare insieme al Gruppo d'armate Sud Ucraina, senza riuscirsi appieno, le forze tedesche rimaste intrappolate a Čerkasy. Dopo aver subito ingenti perdite la formazione corazzata tedesca si vide costretta a riparare nel mese di marzo sul Nistro a Tiraspol e a maggio a Chișinău. Nell'agosto 1944 gli uomini e i mezzi della divisione combatterono senza sosta in Romania per contenere le forze nemiche, ma vennero respinti dietro al Prut costretti a deviare poi verso sud vicino alla foce del Danubio; da qui la gran parte dei suoi effettivi diresse per Budapest, mentre altri guidati dal generalleutnant Hans Tröger raggiunsero la Bulgaria dove vennero catturati dai soldati sovietici.
Chi arrivò nello stato magiaro (l'Ungheria) si riunì a Örkény per aspettare i rinforzi della 110. Panzer-Brigade (110ª brigata corazzata) con i quali rientrò in linea a Debrecen e Nyíregyháza, ma non riuscì a non farsi accerchiare a dicembre a Budapest. I duri scontri nella città la videro impegnata nella zona del castello di Buda e anche il suo comandante, generalmajor Gerhard Schmidhuber, cadde in combattimento. Quando i tentativi della Leibstandarte SS Adolf Hitler e di altre forze delle SS di liberare la città vennero vanificati dalle armi dei soldati sovietici, la 13. Panzer-Division, ora senza una vera e propria guida, andò in sfacelo e i soldati cercarono singolarmente di lasciare la città, ma solo un piccolo gruppo di essi riuscì nella missione raggiungendo Nitra.

### Le ultime azioni della Feldherrnhalle 2
Il 24 febbraio 1945 i sopravvissuti della 13. Panzer-Division, insieme a quelli della Panzergrenadier-Division Feldherrnhalle, diedero ufficialmente vita alla Panzer-Division Feldherrnhalle 2 (dal nome dell'omonima piazza di Monaco di Baviera dove ebbe fine il Putsch di Monaco di Hitler nel 1923) che, assieme alla Panzer-Division Feldherrnhalle 1, andò a formare il Corpo corazzato Feldherrnhalle.

Alla Feldherrnhalle 2, il cui unico comandante fu il generalmajor Franz Bäke e con i reparti contraddistinti non da numeri ma dalla sigla "Feldherrnhalle 2", giunsero 18 Panzer IV, 5 Panzer V Panther e qualche semovente antiaereo. che lottarono arretrando dietro il Váh e la Morava fino alla fine di marzo, poi nel settore di Zistersdorf ad aprile e infine a Znojmo.
Quando venne raggiunto dall'ordine di resa l'8 maggio 1945, l'oberst Schoeneich decise di propria iniziativa di provare a raggiungere gli americani piuttosto che consegnarsi ai sovietici: insieme ad un gruppo di soldati andò quindi incontro una divisione americana che si trovava a qualche chilometro di distanza e, grazie all'aiuto di un capitano che parlava inglese, fece credere al generale statunitense Butler di essere il comandante della 13. Panzer-Division, quindi si consegnò prigioniero indicando all'ormai ex-nemico la direzione da seguire per raggiungere il resto della divisione, che però venne raggiunta prima dall'Armata Rossa, che deportò i sopravvissuti nei campi di concentramento in Siberia.

## Ordine di battaglia
1941: operazione Barbarossa
- Stab (Quartier generale)
- 13. Schützen-Brigade (13ª brigata di fanteria meccanizzata)
  - 66. Schützen-Regiment (66º reggimento di fanteria meccanizzata)
  - 93. Schützen-Regiment
  - 43. Kradschützen-Bataillon (43º battaglione motociclisti)
- 4. Panzer-Regiment (4º reggimento corazzato)
- 13. Artillerie-Regiment (13º reggimento di artiglieria)
- 13. Panzer-Aufklärungs-Abteilung (13º battaglione corazzato da ricognizione)
- 13. Panzerjäger-Abteilung (13º battaglione cacciacarri)
- 4. Panzer-Pionier-Bataillon (4º battaglione corazzato del genio militare)
- 13. Nachrichten-Abteilung (13º battaglione comunicazioni)
- 13. Feldersatz-Bataillon (13º battaglione rimpiazzi)
- 13. Versorgungstruppen (Unità di supporto)

1944
- Stab
- 4. Panzer-Regiment
- 66. Panzergrenadier-Regiment (66º reggimento panzergrenadier)
- 93. Panzergrenadier-Regiment
- 13. Panzer-Artillerie-Regiment (13º reggimento corazzato di artiglieria)
- 13. Panzer-Aufklärungs-Abteilung
- 271. Heeres-Flak-Artillerie-Abteilung (271º distaccamento FlaK dell'esercito)
- 13. Panzerjäger-Abteilung
- 4. Panzer-Pionier-Bataillon
- 13. Panzer-Nachrichten-Abteilung (13º battaglione corazzato comunicazioni)
- 13. Feldersatz-Bataillon
- 13. Panzer-Divisions-Nachschubtruppen (Unità di supporto corazzate)

## Decorazioni
Le fatiche della 13. Panzer-Division vennero ripagate con numerose medaglie. Otto soldati vennero premiati con la Spilla per il Combattimento corpo a corpo in Oro, 142 ricevettero la Croce Tedesca d'oro e uno quella d'argento, altri 24 uomini si videro appuntare nel petto la Spilla d'Onore dell'Esercito e 41 poterono vantarsi di aver conseguito la Croce di Cavaliere della Croce di Ferro, 5 delle quali erano con Fronde di Quercia e una con Fronde di Quercia e Spade.

Due soldati, Hellmut von der Chevallerie e Hans-Wilhelm Michaelis, furono anche insigniti il 20 ottobre 1943 dell'Ordine di Michele il Coraggioso di terza classe.

## Comandanti
| Nome                                       | Grado           | Inizio            | Fine              | Note                                            |
| Friedrich-Wilhelm von Rotkirch und Panthen | Generalmajor    | 11 ottobre 1940   | 13 giugno 1941    |                                                 |
| Walther Düvert                             | Generalmajor    | 14 giugno 1941    | 30 novembre 1941  | cedette il comando per malattia                 |
| Traugott Herr                              | Oberst          | 1º dicembre 1941  | 31 marzo 1942     |                                                 |
| Traugott Herr                              | Generalmajor    | 1º aprile 1942    | 25 settembre 1942 | ferito in azione                                |
| Wilhelm Crisolli                           | Oberst          | 25 settembre 1942 | ottobre 1942      |                                                 |
| Ernst Kühn                                 | Oberst          | ottobre 1942      | 30 ottobre 1942   | dato non certo                                  |
| Hellmut von der Chevallerie                | Generalmajor    | 1º novembre 1942  | 30 novembre 1942  |                                                 |
| Wilhelm Crisolli                           | Oberst          | 1º dicembre 1942  | 21 febbraio 1943  | inviato alla scuola per comandanti di divisione |
| Hellmut von der Chevallerie                | Generalleutnant | 22 febbraio 1943  | 31 agosto 1943    | ferito in combattimento                         |
| Eduard Hauser                              | Oberst          | 1º settembre 1943 | 30 novembre 1943  |                                                 |
| Eduard Hauser                              | Generalmajor    | 1º dicembre 1943  | 23 dicembre 1943  |                                                 |
| Hans Mikosch                               | Oberst          | 23 dicembre       | 31 dicembre       |                                                 |
| Hans Mikosch                               | Generalmajor    | 1º gennaio 1944   | 30 aprile 1944    |                                                 |
| Friedrich von Hake                         | Oberst          | 1º maggio 1944    | 25 maggio 1944    |                                                 |
| Hans Tröger                                | Generalleutnant | 25 maggio 1944    | 9 settembre 1944  |                                                 |
| Gerhard Schmidhuber                        | Oberst          | settembre 1944    | 30 settembre 1944 |                                                 |
| Gerhard Schmidhuber                        | Generalmajor    | 1º ottobre 1944   | 11 febbraio 1945  | caduto in azione a Budapest                     |

Dati tratti da: